# Thomas Schellenbacher
Thomas Schellenbacher (* 23. Juli 1964 in Melk, Niederösterreich) ist ein österreichischer Politiker (FPÖ). Er war von Oktober 2013 bis November 2017 Abgeordneter zum Nationalrat.

## Leben
Thomas Schellenbacher ist der Sohn von Johann Schellenbacher (* 1943), der von 1982 bis 2003 Bürgermeister von St. Leonhard am Forst war. Er besuchte die Hauptschule in St. Leonhard am Forst. Von 1978 bis 1983 ging er an die Höhere Technische Bundeslehr- und Versuchsanstalt St. Pölten. Ab April 2007 war er Inhaber von STC-INFRA SRL, einer rumänischen Firma. Ab Mai 2009 war er als Geschäftsführer der STC Service Technik Consulting GmbH. Ab 15. Dezember 2010 arbeitete er für Uranus Capital S.A.

## Politische Karriere
Am 29. Oktober 2013 wurde Schellenbacher als FPÖ-Mandatar  Nationalratsabgeordneter. Als solcher war er Schriftführer des Ausschusses für Wirtschaft und Industrie und Mitglied im Ausschuss für Verkehr und im Tourismusausschuss. Er gehörte als FPÖ-Mandatar dem freiheitlichen Parlamentsklub an.
Ein Geschäftsmann erhob 2016 den Vorwurf, dass aus der Ukraine zehn Millionen Euro Bestechungsgeld gezahlt wurde, damit Schellenbacher auf der FPÖ-Liste vorgereiht und bei der Nationalratswahl ins Parlament einziehen würde.

## Wirecard-Skandal
Am 23. Jänner 2021 wurde bekannt, dass Schellenbacher in Zusammenhang mit dem Wirecard-Skandal auf Anordnung der Wiener Staatsanwaltschaft verhaftet wurde. Er ist dringend verdächtig, dem international gesuchten Ex-Wirecard-Vorstand Jan Marsalek zur Flucht verholfen zu haben. Marsalek flog am 19. Juni 2020 mit einer Cessna vom Flugplatz Vöslau aus nach Minsk.
Im März 2021 wurde Schellenbacher wegen schweren Betruges und betrügerischer Krida (betrügerische Schädigung eines Schuldners in einem Konkursfall) zu 2 Jahren und 9 Monaten unbedingter Haft verurteilt. Im August 2021 wurde das Urteil rechtskräftig.